# Сарибастау (Жамбильський район)
Сарибаста́у (каз. Сарыбастау) — село у складі Жамбильського району Алматинської області Казахстану. Входить до складу Унгуртаського сільського округу.
Населення — 1055 осіб (2021; 1144 у 2009, 1121 у 1999, 1184 у 1989).